# Magic: The Gathering – Duels of the Planeswalkers
Magic: The Gathering – Duels of the Planeswalkers es un videojuego basado en el popular juego de cartas coleccionables del mismo nombre, publicado por Wizards of the Coast. Fue lanzado al mercado el 17 de junio de 2009.

## Mecánica de juego
La base del juego sigue las reglas estándar del juego de cartas coleccionable Magic: el encuentro, en el que cada jugador dispone de un mazo de cartas consistente de tierras y hechizos. Las tierras se usan para producir "maná", el recurso requerido para lanzar los hechizos. El maná existe en cinco colores, y las cartas pueden requerir maná de colores concretos o de cualquier color para ser lanzadas. Los hechizos tienen distintos tipos, desde conjuros que tienen un efecto de única vez hasta criaturas que pueden invocarse para atacar a los oponentes o defenderse de sus ataques. Los jugadores alternan turnos para jugar tierras, lanzar hechizos y atacar a sus oponentes hasta que alguno de ellos queda con 0 puntos de vida.
Los desarrolladores del juego lo describen como un juego de "arcade", que simplifica diversos aspectos de la jugabilidad del juego original para hacerlo más sencillo de aprender a los jugadores nuevos. No hay construcción de mazos, y los jugadores sólo tienen acceso a una cantidad limitada de mazos preconstruidos, más mazos adicionales y cartas específicas que se desbloquean tras vencer a los oponentes de la computadora. El girar las tierras para obtener maná se realiza automáticamente, ya que el sistema selecciona las tierras con base en las cartas que hay en la mano de los jugadores. Cuando se realiza una acción a la cual otros jugadores pueden responder, un breve temporizador se muestra para permitir a los jugadores realizar acciones; los jugadores pueden pausar dicho temporizador para obtener más tiempo si lo requieren. La prioridad del juego irá a la persona que responda primero, y cualquier acción posterior se resuelve usando las reglas estándar de apilamiento de Magic.

## Ventas
Duels, en sus primeras cinco semanas en el Xbox Live Marketplace, ha sido descargado más de 440.000 veces y ha sido comprado 170.000 veces en su versión completa, un porcentaje de conversión que es mayor que muchas otras descargas digitales. El juego también permanece en la lista de los 10 juegos de Xbox Live más jugados, tras haber sido el título mejor ubicado en la lista durante sus primeras dos semanas. A enero de 2011, más de 550.000 unidades del juego habían sido vendidas.